# Benjamín Rincón
Benjamín Rincón fue un político e ingeniero argentino, que se desempeñó como Gobernador de la provincia de La Rioja, Argentina entre el 10 de marzo de 1920 y 10 de marzo de 1923.	
Nació en La Rioja. Se casó con María Isabel Luna, hermana del vicepresidente Pelagio Luna, de quien era primo hermano. 
Comenzó su actividad política en partidos conservadores, adhiriendo tiempo después al radicalismo, fue vocal de la Dirección Geodesia de la Dirección de Obras Públicas de La Rioja. Fue diputado provincial por el departamento General Lavalle (actual departamento Coronel Felipe Varela) y convencional constituyente en la reforma constitucional de 1898. Fue jefe del Departamento Tipográfico estatal. Como docente, fue profesor de matemática en el Colegio Nacional de La Rioja.
Por medio de la influencia del vicepresidente Luna, llegó a ocupar importantes cargos partidarios en el radicalismo local, como presidente del comité y delegado nacional, lo cual fue motivo de disputas entre Luna e Hipólito Yrigoyen. Fue Senador nacional por La Rioja en la década de 1910, cuando David Luna (hermano de Pelagio Luna) se desempeñó como diputado.
Fue proclamado como Gobernador de La Rioja junto con Condell Hünicken como vice en febrero de 1920. Su gobernación fue tensa debido a las consecuencias de las disputas internas del radicalismo que paralizó toda actividad legislativa, en 1923 Alvear opuesto al sector yrigoyenista desde ese entonces llamado amtipersonalista amenazó en tres ocasiones con intervenir lam provincia .un período de inestabilidad política y social en la provincia de La Rioja, Argentina, marcado por una situación de tensión entre las facciones radicales que amenazaban con desembocar en acciones armadas. Esta crisis culminó con la renuncia del gobernador y la posterior intervención en el gobierno provincial, estás luchas internas del radicalismo arrastraron a la provincia a la anarquía a lo largo de la década del 20, lo que fomento el abigato y cuatrerismo en el interior provincial y parajes rurales, mientras que la policía provincial solo mantenía el control de la capital y algunas ciudades. Los conflictos seguirán escalando al punto que su sucesor sería derrocado por el sector disidente «principista» realizó una revolución armada derrocando a Dávila San Román.